# Sonja Sundnér
Sonja Birgit Linnea Sundnér, född Johansson 17 juni 1912 i Göteborg, död 8 september 1997 i Benestads församling, var en svensk textilkonstnär.

## Biografi
Sonja Sundnér studerade vid Slöjdföreningens skola i Göteborg. År 1947 flyttade hon till Skåne där hon fram till 1958 samarbetade med konstnären Karin Norelius. År 1958 var hon föreståndare för Kristianstads läns hemslöjdsaffär i Tomelilla. Följande år öppnade hon en konsthantverksaffär i Ystad där hon också ordnade tillfälliga utställningar med olika konsthantverkare samt kurser i olika textila tekniker. Samtidigt vävde hon mattor, gobelänger samt kyrkliga textilier både på beställning och för utställningar tillsammans med Skånska Sjuan. Inför den sista utställningen 1967 på Röhsska konstmuseet i Göteborg hade hon utvecklat nya idéer i sitt skapande. Inga av dessa alster finns kvar eftersom de totalförstördes i samband med att hennes gård med ateljéer brann ner samma år. Efter 1967 ägnade hon sig mest åt kurser i olika textilhantverk samt var konsult i heminredning i Hushållningssällskapets regi på Bjärsjölagårds slott.
Sonja Sundnér är representerad i flera kyrkor, bland annat med kormattor i Övraby kyrka (1954), Ramsåsa kyrka (1961) och Tolånga kyrka (1960-tal) samt med en gobeläng till ordensförbundet TNJ i Lidköpings gamla rådhus 1962 och med Ystadstudenternas fana 1968.

## Utställningar
Tillsammans med Karin Norelius
- 1952 Trelleborg Konstföreningen för Trelleborg och Söderslätt. [1]
- 1952 Ystads konstmuseum 1952. [2]
- 1950-tal Tomelilla Konstsamling. [3]
- 1957 Konsthallen Södertälje. [4]Tillsammans med Skånska Sjuan
- 1961 Bäckaskogs slott. [5]
- 1961 Hälsinglands museum, Hudiksvall. [6]
- 1961 Smålands museum, Växjö. [7]
- 1962 Ystads konstmuseum. [8]
- 1962 Schwedenfenster Zürich, Schweiz. [9]
- 1962 Loeb, Bern, Schweiz. [10]
- 1962 Szczecin, Polen. [11]
- 1962 Gdynia, Polen. [7]
- 1963 Bäckaskogs slott. [12]
- 1963 Ansgarsgården, Norrtälje. [13]
- 1963 Landskrona. [11]
- 1966 Bjärsjölagård. [11]
- 1967 Röhsska museet, Göteborg. [7][14] [15]
- 1990 Galleri Valfisken, Simrishamn. [11]